# ديني مينديز
ديني أندرينا مينديز دي لا روزا (من مواليد 20 يوليو 1978 في سانتو دومينغو، جمهورية الدومينيكان) ممثلة وعارضة أزياء وحاملة لقب ملكة جمال دومينيكية إيطالية، ومثلت إيطاليا في مسابقة ملكة جمال الكون 1997 وحلت في المرتبة السادسة، منديز شخصية تلفزيونية شهيرة في إيطاليا. لا تزال نشطة للغاية في عالم الأزياء وأصبحت ممثلة ناشئة. إلى جانب العديد من العروض المسرحية، قامت بدور ضيف في العديد من المسلسلات الإيطالية، والدراما، والأفلام الروائية ؛ كما لعبت دورًا صغيرًا في فيلم أوشن 12 ، بطولة جورج كلوني وبراد بيت ومات دامون.

## نشأتها
منديز من جمهورية الدومينيكان، انتقلت منديز إلى مونتيكاتيني تيرمي ، إيطاليا كطفل صغير جدًا مع والدتها بحثًا عن حياة أفضل. كان العديد من عمات منديز قد انتقلوا إلى إيطاليا وتزوجوا من مواطنين إيطاليين، وبعد طلاق والد ديني البيولوجي، انتقلت والدتها إلى إيطاليا وتزوجت من رجل إيطالي قابلته عندما كان في إجازة في جمهورية الدومينيكان. كانت منديز، التي لم يكن لها أي تدريبات رسمية كعارضة أزياء، تدرست ليصبح مرشدة سياحية قبل التسجيل في المسابقة.

## ملكة جمال إيطاليا 1996
حدث أول مشروع لها في مسابقة ملكة الجمال عندما كانت مرشحة لها في ملكة جمال جمهورية الدومينيكان 1996 في 16 ديسمبر 1995 ، عندما مثلت Distrito Nacional وحصلت على المركز الثاني. بعد محاولة أخرى للفوز باللقب في العام التالي، قررت العودة إلى إيطاليا حيث دخلت مسابقة ملكة جمال إيطاليا.
تسبب انتخابها ملكة جمال إيطاليا في 7 سبتمبر 1996 في بلدة سالسوماجيوري الإيطالية في فضيحة بسيطة في جميع أنحاء تلك الأمة. كانت هذه هي المرة الأولى التي يتم فيها انتخاب امرأة من أصل غير إيطالي لتمثيل البلاد في مسابقة ملكة جمال دولية ورأى بعض المواطنين الإيطاليين أنها دعوة للاستيقاظ لإيطاليا لإغلاق حدودها لمزيد من الهجرة. تم تعليق عضوين من لجنة التحكيم لقولهم إن امرأة سوداء لا يمكن أن تمثل الجمال الإيطالي.
تم نقل أخبار أول ملكة جمال سوداء في إيطاليا إلى الملايين في الخارج عبر المجلة الشعبية الأمريكية-الإفريقية مجلة جيت. كتب مؤلف المقال:
| ديني مينديز | ديني مينديز ، المولودة في جمهورية الدومينيكان ، سميت ملكة جمال إيطاليا بعد حصولها على تسعة ملايين صوت عبر الهاتف من جمهور التلفزيون. "لقد صوت تسعة ملايين إيطالي على تحطيم منظور العرق ، فقط من خلال مشاهدة مسابقة ملكة جمال التلفزيون والاتصال هاتفياً بأصواتهم. ! الجمال هو ، في الواقع ، في عين الناظر ، وعين العالم اليوم قادرة تمامًا على رؤية لون البشرة الماضي. كان اختيار الشعب الإيطالي هو ديني مينديز ، على الرغم من اعتراضات مسؤول المسابقة الذي قال: "لا يمكن أن تكون الفتاة السوداء ملكة جمال إيطاليا. أنها ليست في القواعد " | ديني مينديز |

عند انتخاب ملكة جمال إيطاليا، استجاب منديز للجدل بإجابة مختصرة وقالت :
| ديني مينديز | "أعلم أنني لا أمثل الجمال الإيطالي ، لكنهم انتخبوني ، لذا ما المفترض علي القيام به - هل أرفض؟" | ديني مينديز |

تم اختيار ديني كواحدة من أفضل عشرة لاعبين في الدور نصف النهائي في مسابقة ملكة جمال الكون 1997 في ميامي بيتش، فلوريدا، الولايات المتحدة الأمريكية في 16 مايو 1997. على الرغم من فوزها في الدور قبل النهائي التي حصلت على أعلى الدرجات الإجمالية ودخولها في المرتبة 6 الأولى، إلا أن إجابتها على جائزة أفضل 6 لم تكن كافية لدفعها إلى النهائي . في نهاية الحدث توجت ملكة جمال الولايات المتحدة الأمريكية بروك ماهيلاني لي. لكن الدعاية من المسابقة ساعدت وظائفها في تصميم نماذج الأراضي بين العديد من دور الأزياء والمجلات الرائدة في أوروبا على تصميم حبهم للتنوع.

## الروابط الخارجية
- ديني مينديز على موقع IMDb (الإنجليزية)

- (بالإيطالية) Official Website
- (بالإنجليزية) Denny Méndez on the قاعدة بيانات الأفلام على الإنترنت
- (بالإيطالية) Denny Méndez Pictorial

| الجوائز و الإنجازات | الجوائز و الإنجازات                  | الجوائز و الإنجازات |
| ------------------- | ------------------------------------ | ------------------- |
| سبقه فانيسا غوزمان  | مكلة جمال الكون الوصيفة الرابعة 1997 | تبعه سيلفيا أورتيز  |
| سبقه آنا فالي       | ملكة جمال إيطاليا 1996               | تبعه كلوديا تريست   |